# Rameta

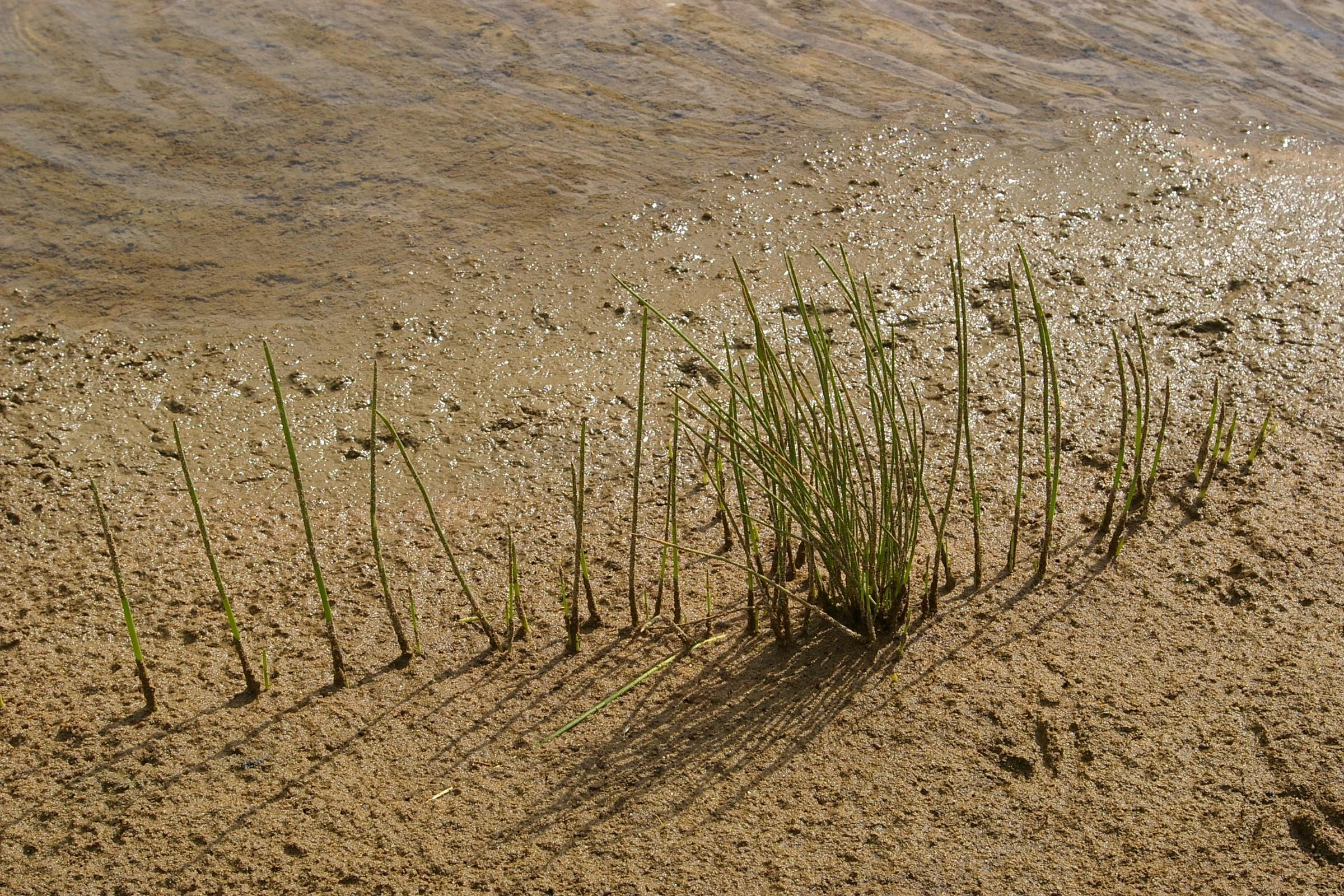
Polikormon ponikła błotnego składający się z wielu ramet

Rameta, ramet, weget – pojedynczy, zakorzeniony pęd będący fragmentem modułowego organizmu roślinnego rozprzestrzeniającego się wegetatywnie (klonalnie). Organizm taki jest pojedynczym osobnikiem genetycznym (genetem). Wszystkie ramety stanowiące jeden genet, mimo iż wyglądają jak odrębne rośliny (zwłaszcza jeśli rozłogi są podziemne), stanowią pod względem  morfologicznym i fizjologicznym jedną całość. Ramety tworzone są przez rośliny rozprzestrzeniające się za pomocą rozłogów np. truskawka, konwalia majowa, turzyca piaskowa. Oddzielające się od rośliny macierzystej ramety mogą służyć jako rozmnóżki. Istnienie dwóch kategorii osobników – genetycznych (genetów) i strukturalnych (ramet) – ma swoje konsekwencje w badaniach demograficznych, gdyż poszczególne ramety, mimo że będące elementami jednego genetu, jak zooidy są elementami kolonii, mogą być zliczane jako odrębne osobniki.